# Uranotaenia yaeyamana
Uranotaenia yaeyamana är en tvåvingeart som beskrevs av Tanaka, Mizusawa och Saugstad 1975. Uranotaenia yaeyamana ingår i släktet Uranotaenia och familjen stickmyggor. Inga underarter finns listade i Catalogue of Life.